# Colonia Jazmín de las Flores
Colonia Jazmín de las Flores är en ort i Mexiko, tillhörande kommunen Chalco i delstaten Mexiko. Colonia Jazmín de las Flores ligger i den centrala delen av landet och tillhör Mexico Citys storstadsområde. Orten hade 472 invånare vid folkräkningen 2010.